# Chris Andersen
Christopher Claus Andersen, soprannominato Birdman, detto Chris (Long Beach, 7 luglio 1978), è un ex cestista statunitense, professionista nella NBA.

## Biografia
Andersen è secondogenito di tre, figlio di Claus Andersen, ufficiale di origini danesi e Linda Holubec.
Linda nasce in Tennessee ed è figlia di Jake, falegname, e Kate, cameriera, entrambi biker, harleyisti e spiriti liberi. Quando Jake partì per un viaggio in Vietnam, Linda decise di intraprendere la carriera nelle forze armate, sperando di diventare un'infermiera al fronte: ottenne quindi un lavoro alla base di Port Hueneme, a nord di Malibù, come cameriera al refettorio ed è proprio qui che si innamorò di Claus Andersen, spirito libero come lei.
Tre mesi dopo si sposarono e nel 1982 si trasferirono con i loro tre figli April, Chris (che ai tempi aveva quattro anni) e Tamie a Iola, un paesino sperduto a 100 miglia a nord di Houston, nel Texas. Comprarono quindi un terreno grazie ad un prestito chiesto all'esercito, con il progetto di costruirsi una casa tutta loro e di allevare bestiame.
Tutto questo, però, non accadde: Claus si rese conto che la vita familiare non faceva per lui e così abbandonò Linda e andò a New York per vendere i suoi dipinti, la sua nuova passione. Linda – come rivelerà lei stessa in un'intervista - si rese conto che il trasferimento era stato messo in atto da Claus per scappare dalle severe leggi californiane sugli alimenti e sul mantenimento dei figli.
La donna, disoccupata e senza soldi, cadde in depressione ma fortunatamente ebbe il supporto dei vicini di casa e del fratello James. Fu proprio quest'ultimo che aiutò a finire di costruire la casa e mise un canestro fuori dal granaio per Chris. Finché la casa non fu pronta vissero accampati nel granaio. Quando Chris era alle scuole medie, Linda decise di mandare i suoi tre figli in una casa famiglia a Dallas, dove rimasero per quasi tre anni.
Tornato a Iola, Chris, atleticamente parlando, iniziò a formarsi saltando i recinti del bestiame per poi iniziare a giocare a basket alle superiori e poi al Blinn College a Brenham, nel Texas.

## Carriera

### Pre-NBA
Andersen, dopo aver frequentato la Iola High School e il Blinn College in Texas, pensava di poter giocare come professionista ma non si rese eleggibile per il Draft del 1999, procedura essenziale per poter prenderne parte, e non venne scelto da nessuna squadra. il suo coach dell'High School riuscì comunque ad organizzare per lui delle amichevoli di esibizione con i Texas Ambassadors e una partita in Cina, grazie alla quale si unì ai Jiangsu Dragons della Chinese Basketball Association per un breve periodo.
Nel marzo del 2000 ritorna in America e si accasa ai New Mexico Slam di Albuquerque, franchigia dell'IBL, dove disputa solo 6 partite di campionato e 4 dei playoff. Successivamente, sempre nel 2000, si aggrega ai Dakota Wizards, sempre nella IBA, per lasciarli però prima dell'inizio della stagione. Si unì allora ai Fargo-Moorhead Beez, squadra del Dakota del Nord, che militava allora sempre nella IBA, dove giocò 7 partite prima di venire rilasciato nel gennaio del 2001. Successivamente si unì, sempre nel 2001, ai Sugarland Sharks della Southwest Basketball League.
Nel luglio 2001 Andersen si è unito ai Cleveland Cavaliers per la NBA Summer League 2001. Il 28 settembre 2001 ha firmato coi Phoenix Suns, dai quali fu però tagliato il successivo 7 ottobre. Il 31 ottobre 2001 è stato selezionato con la prima scelta assoluta dai Fayetteville Patriots nel draft inaugurale della NBA Development League.

### Denver Nuggets
Dopo aver giocato solo 2 partite con Fayetteville, nel novembre 2001 viene ingaggiato dai Denver Nuggets, diventando il primo giocatore in assoluto a venire chiamato da una franchiga NBA direttamente dalla D-League. A Denver comincia a mostrare tutte le proprie doti atletiche, meritandosi il soprannome di Birdman, pare affibbiatogli dai compagni di squadra Junior Harrington e Kenny Satterfield, e totalizzando 5,1 punti, 4,8 rimbalzi e 1,3 stoppate a partita.
Il 29 settembre 2003 rifirma con i Nuggets.

### New Orleans Hornets
Nel 2004, dopo tre anni a Denver, passa ai New Orleans Hornets. La prima stagione si rivela la migliore, con 7,7 punti, 6,1 rimbalzi e 1,5 stoppate in 21,3 minuti di media e la partecipazione allo Slam Dunk contest di quell'anno.
Nel 2005 la franchigia di New Orleans fu costretta a spostarsi ad Oklahoma City a causa degli effetti dell'Uragano Katrina, diventando così i New Orleans/Oklahoma City Hornets. La stagione per Andersen non fu delle migliori: giocò infatti solo 32 partite, di cui 2 come titolare, mantenendo medie di 5 punti e 4.8 rimbalzi a partita. Partecipò ancora allo Slam Dunk Contest, senza però ottenere buoni risultati: provò otto volte la stessa schiacciata senza successo.

### Squalifica e reintegro
Il 25 gennaio 2006 viene trovato positivo al test per rilevare sostanze proibite e viene squalificato per due anni dalla NBA. La sospensione di Andersen è stata inserita nella categoria "abuso di droga", violazione per la quale si può arrivare anche all'espulsione definitiva dalla lega. Andersen ha tentato di ricorrere tramite un arbitrato, ma questo ha dichiarato di sostenere le ragioni della lega nel marzo 2006.
È stato eleggibile per il reinserimento il 25 gennaio 2008. Il 4 marzo l'NBA e la NBPA hanno accolto la richiesta di Andersen di essere reintegrato come giocatore. Il 5 marzo 2008 torna nella NBA con la maglia dei New Orleans Hornets, squadra alla quale appartenevano i suoi diritti e con la quale firma immediatamente un nuovo contratto. Fa il suo debutto dopo la squalifica il 25 marzo 2008 contro gli Indiana Pacers.

### Ritorno ai Nuggets
Alla fine della stagione 2007-08 viene svincolato dagli Hornets. Il 24 luglio 2008 torna ai Denver Nuggets, con cui firma un contratto annuale. Chiude la stagione in seconda posizione per stoppate a partita, con 2,42 in solo 20,5 minuti. L'8 luglio 2009 Andersen rinnova con i Nuggets firmando un contratto quinquennale. Il 17 luglio 2012 viene tagliato dai Nuggets grazie alla Amnesty clause.. Il general manager dei Nuggets Masai Ujiri, amico di Andersen, attuò con riluttanza questa manovra per risparmiare 9 milioni di dollari dal tetto salariale della squadra ed evitare la Luxury Tax.

### Miami Heat
Il 21 gennaio 2013 firma un contratto di 10 giorni con i Miami Heat. Il 30 gennaio rinnova il contratto per altri 10 giorni.. L'8 febbraio rinnova il contratto fino al termine della stagione.Già prima che fosse tagliato dai Nuggets l'allora allenatore degli Heat Erik Spoelstra aveva richiesto l'acquisizione del giocatore al suo general manager Pat Riley. Durante la stagione regolare ha giocato solo 42 partite, ma ha contribuito al successo degli Heat con una media di 4,9 punti a partita e una percentuale realizzativa del 57,7%, oltre a 4,1 rimbalzi in 14,9 minuti di gioco. Dopo l'approdo di Andersen agli Heat la squadra vinse 27 partite consecutivamente ed ebbe un record comprensivo con Birdman a referto di 37-3. Col suo arrivo agli Heat guadagnò anche moltissimi fan grazie al fatto di essere caratterizzato da moltissimi tatuaggi, una capigliatura moicana e una spiccata propensione al sacrificio sul parquet.
Durante le finali della Eastern Conference, tra le gare 1 e 5 della serie contro gli Indiana Pacers, ha messo a referto 15 canestri in 15 tiri, inclusa una gara 1 da 7-7 al tiro, un record per la franchigia della Florida ai playoff: ha battuto la gara da 6-6 al tiro di Alonzo Mourning in gara 4 del primo turno del 2007 contro gli Charlotte Hornets. Andersen è stato poi squalificato per sei gare, senza però ricevere una multa, a causa di un fallo antisportivo ai danni di Tyler Hansbrough.
A 34 anni raggiunge le finali NBA per la prima volta nella sua carriera. Durante la decisiva gara 7 delle Finals contro i San Antonio Spurs mette a referto 3 punti, 4 rimbalzi e 1 stoppata e riesce a conquistare l'anello di campione NBA per la prima volta nella sua carriera.
Il 10 luglio rinnova il contratto con i Miami Heat per un altro anno. Ha giocato 72 partite durante la stagione regolare 2013–14, marcando 6,6 punti, 5,3 rimbalzi e 1,3 stoppate di media a partita. Il 26 maggio 2014, prima di gara 4 delle Eastern Conference Finals, è stato annunciato che avrebbe saltato quella partita e la successiva gara 5 a causa di una serie di fastidiosi dolori di cui soffriva da un po' di tempo. Andersen è ritornato per gara 6, mettendo a referto 9 punti e 10 rimbalzi facendo in modo che gli Heat avanzassero alle loro quarte NBA Finals consecutive, le seconde per Andersen. Gli Heat si confrontarono ancora con gli Spurs nelle finali 2014 ma furono sconfitti in 5 partite.
Il 19 luglio 2014 Andersen rifirma ancora con gli Heat. Durante la stagione regolare 2014–15 Andersen partì come titolare in 20 partite, suo record personale in una stagione NBA.
Il 17 febbraio 2016 viene ceduto ai Memphis Grizzlies in una trade che coinvolge Miami Heat e Charlotte Hornets. Tre giorni dopo fa il suo debutto per i Grizzlies in una vittoria per 109–104 sui Minnesota Timberwolves, mettendo a referto 4 punti, 3 rimbalzi e 1 stoppata in 11 minuti. Alla fine della stagione i Grizzlies non rinnovano il suo contratto.

### Cleveland Cavaliers
Il 23 luglio 2016 firmò con i Cleveland Cavaliers, ricongiungendosi con LeBron James e James Jones, suoi compagni ai Miami Heat fino al 2014. Tuttavia il 17 dicembre 2016 subì un grave infortunio al legamento crociato anteriore che pose fine anzitempo alla sua stagione.
Quindi, il 13 febbraio 2017 venne ceduto agli Charlotte Hornets in cambio di una seconda scelta, ma fu subito tagliato dalla squadra della Carolina del Nord.

## Vita privata
Andersen è noto per i tatuaggi dai colori vivaci su braccia, petto, collo, schiena, mani e gambe. Il suo primo tatuaggio è stato donato come regalo per il diciottesimo compleanno da sua madre, in cui si è associata al Bandidos Motorcycle Club. Il normale tatuatore di Andersen, John Slaughter di Denver, stima di aver inchiostrato il 65% del suo corpo. Ha messo in mostra quei tatuaggi nella campagna pubblicitaria "Ink Not Mink" di PETA per protestare contro l'industria della pelliccia.

## Statistiche
| † | Denota una stagione in cui ha vinto il titolo |
| * | Primo nella lega                              |

### NBA

#### Regular Season
| Anno       | Squadra             | PG  | PT | MP   | TC%  | 3P%  | TL%  | RP  | AP  | PRP | SP  | PP  |
| ---------- | ------------------- | --- | -- | ---- | ---- | ---- | ---- | --- | --- | --- | --- | --- |
| 2001-2002  | Denver Nuggets      | 24  | 1  | 10,9 | 33,8 | 0,0  | 78,6 | 3,2 | 0,3 | 0,3 | 1,2 | 3,0 |
| 2002-2003  | Denver Nuggets      | 59  | 3  | 15,4 | 40,0 | 0,0  | 55,0 | 4,6 | 0,5 | 0,5 | 1,0 | 5,2 |
| 2003-2004  | Denver Nuggets      | 71  | 0  | 14,5 | 44,3 | 0,0  | 58,9 | 4,2 | 0,5 | 0,5 | 1,6 | 3,4 |
| 2004-2005  | N.O. Hornets        | 67  | 2  | 21,3 | 53,4 | 0,0  | 68,9 | 6,1 | 1,1 | 0,2 | 1,5 | 7,7 |
| 2005-2006  | N.O. Hornets        | 32  | 2  | 17,8 | 57,1 | -    | 47,6 | 4,8 | 0,2 | 0,3 | 1,3 | 5,0 |
| 2007-2008  | N.O. Hornets        | 5   | 0  | 6,8  | 28,6 | -    | 50,0 | 1,8 | 0,0 | 0,0 | 0,8 | 1,2 |
| 2008-2009  | Denver Nuggets      | 71  | 1  | 20,6 | 54,8 | 20,0 | 71,8 | 6,2 | 0,4 | 0,6 | 2,5 | 6,4 |
| 2009-2010  | Denver Nuggets      | 76  | 0  | 22,3 | 56,6 | 0,0  | 69,5 | 6,4 | 0,4 | 0,6 | 1,9 | 5,9 |
| 2010-2011  | Denver Nuggets      | 45  | 0  | 16,3 | 59,9 | 0,0  | 63,7 | 4,9 | 0,4 | 0,5 | 1,3 | 5,6 |
| 2011-2012  | Denver Nuggets      | 32  | 1  | 15,2 | 54,6 | -    | 61,0 | 4,6 | 0,2 | 0,6 | 1,4 | 5,3 |
| 2012-2013† | Miami Heat          | 42  | 0  | 14,9 | 57,7 | 66,7 | 67,7 | 4,1 | 0,4 | 0,4 | 1,0 | 4,9 |
| 2013-2014  | Miami Heat          | 72  | 0  | 19,4 | 64,4 | 25,0 | 71,0 | 5,3 | 0,3 | 0,4 | 1,3 | 6,6 |
| 2014-2015  | Miami Heat          | 60  | 20 | 18,9 | 58,0 | 30,8 | 66,7 | 5,0 | 0,7 | 0,4 | 1,0 | 5,3 |
| 2015-2016  | Miami Heat          | 7   | 1  | 5,1  | 40,0 | 40,0 | 75,0 | 1,3 | 0,4 | 0,1 | 0,4 | 1,9 |
| 2015-2016  | Memphis Grizzlies   | 20  | 14 | 18,3 | 54,8 | 22,2 | 68,8 | 4,5 | 0,5 | 0,7 | 0,5 | 4,6 |
| 2016-2017  | Cleveland Cavaliers | 12  | 0  | 9,5  | 40,9 | 0,0  | 71,4 | 2,6 | 0,4 | 0,4 | 0,6 | 2,3 |
| Carriera   | Carriera            | 695 | 45 | 17,7 | 53,2 | 22,1 | 65,4 | 5,0 | 0,5 | 0,4 | 1,4 | 5,4 |

#### Playoffs
| Anno     | Squadra           | PG | PT | MP   | TC%   | 3P% | TL%  | RP  | AP  | PRP | SP  | PP  |
| -------- | ----------------- | -- | -- | ---- | ----- | --- | ---- | --- | --- | --- | --- | --- |
| 2004     | Denver Nuggets    | 5  | 0  | 6,8  | 33,3  | -   | -    | 2,8 | 0,4 | 0,2 | 0,4 | 1,2 |
| 2009     | Denver Nuggets    | 15 | 0  | 21,9 | 63,0  | 0,0 | 65,9 | 6,3 | 0,6 | 0,3 | 2,1 | 6,5 |
| 2010     | Denver Nuggets    | 6  | 0  | 19,3 | 52,9  | -   | 64,3 | 4,5 | 0,2 | 0,2 | 1,0 | 4,5 |
| 2011     | Denver Nuggets    | 5  | 0  | 14,6 | 63,6  | -   | 71,4 | 2,8 | 0,6 | 0,6 | 1,4 | 4,8 |
| 2013†    | Miami Heat        | 20 | 0  | 15,2 | 80,7* | -   | 73,5 | 3,8 | 0,2 | 0,5 | 1,1 | 6,4 |
| 2014     | Miami Heat        | 18 | 0  | 17,6 | 57,9  | 0,0 | 68,4 | 5,9 | 0,3 | 0,3 | 1,0 | 5,1 |
| 2016     | Memphis Grizzlies | 4  | 2  | 19,8 | 41,7  | -   | 62,5 | 7,8 | 0,8 | 0,5 | 0,8 | 3,8 |
| Carriera | Carriera          | 73 | 2  | 17,1 | 63,1  | 0,0 | 68,9 | 5,0 | 0,4 | 0,4 | 1,2 | 5,3 |

#### Massimi in carriera
- Massimo di punti: 18 (3 volte)[30]
- Massimo di rimbalzi: 18 (2 volte)
- Massimo di assist: 4 (4 volte)
- Massimo di palle rubate: 4 vs Los Angeles Lakers (15 aprile 2003)
- Massimo di stoppate: 8 vs Utah Jazz (2 aprile 2009)
- Massimo di minuti giocati: 38 vs Los Angeles Clippers (21 dicembre 2004)

## Palmarès
- Campionato NBA: 1

Miami Heat: 2013